# Rio Cristalino
Rio Cristalino (engelska: Cristalino River) är ett vattendrag i Brasilien. Det ligger i den centrala delen av landet, 1 100 km nordväst om huvudstaden Brasília.
I omgivningarna runt Rio Cristalino växer i huvudsak städsegrön lövskog. Trakten runt Rio Cristalino är nära nog obefolkad, med mindre än två invånare per kvadratkilometer.